# 百里酚酞
百里酚酞（英語：Thymolphthalein）是一种酸碱指示剂。其变色范围为9.3-10.5，由无色变为蓝色。其二价阴离子的摩尔消光系数为38,000 M−1 cm−1（595 nm）。
百里酚酞可用作泻药以及“消失的墨水”。

## 制备
百里酚酞可由百里酚和邻苯二甲酸酐由傅-克反应合成：